# Casa de pe strada Hotinului 26, Bălți
Casa de raport din str. Hotinului, 26 este un monument de arhitectură din Bălți. A fost construită în 1934 de către arhitectul Etti-Rosa Spirer. Este compusă din patru apartamente și o garsonieră. Este una din cele mai reușite imobile de locuit, realizate în perioada interbelică în stilul modernului românesc. 
Se află în partea centrală a orașului Bălți, unde se mai păstrează structura urbanistică radiarevantai, ocupând o poziție extrem de avantajoasă: amplasată la colțul obtuz al cartierului, mărginit de o stradă-rază a vechiului oraș și de un segment al străzii concentrice. Imobilul este deschis privirii din partea grădinii publice Regina Maria (în prezent Parcul „Andrieș”) și lateral, unde se află scuarul din jurul Bisericii Armenești. Aceste particularități ale amplasamentului au influențat compoziția spațial-volumetrică a imobilului, în planul său oglindindu-se situația, iar în soluția artistică a fațadelor importanța urbanistică a clădirii. 
În perioada interbelică a aparținut familiei Florin. După 1944 a servit casă de locuit mai multor familii. În 2004 clădirii i s-a alipit un corp din partea fațadei laterale (darea în arendă a unei părți a casei), o jumătate a clădirii a fost vopsită impropriu în culorile verde și violet, fapt ce reprezintă o încălcare gravă a statutului de monument al clădirii. Culoarea și factura constituie elemente-cheie ale calităților acestui stil arhitectural.